# Tulumba

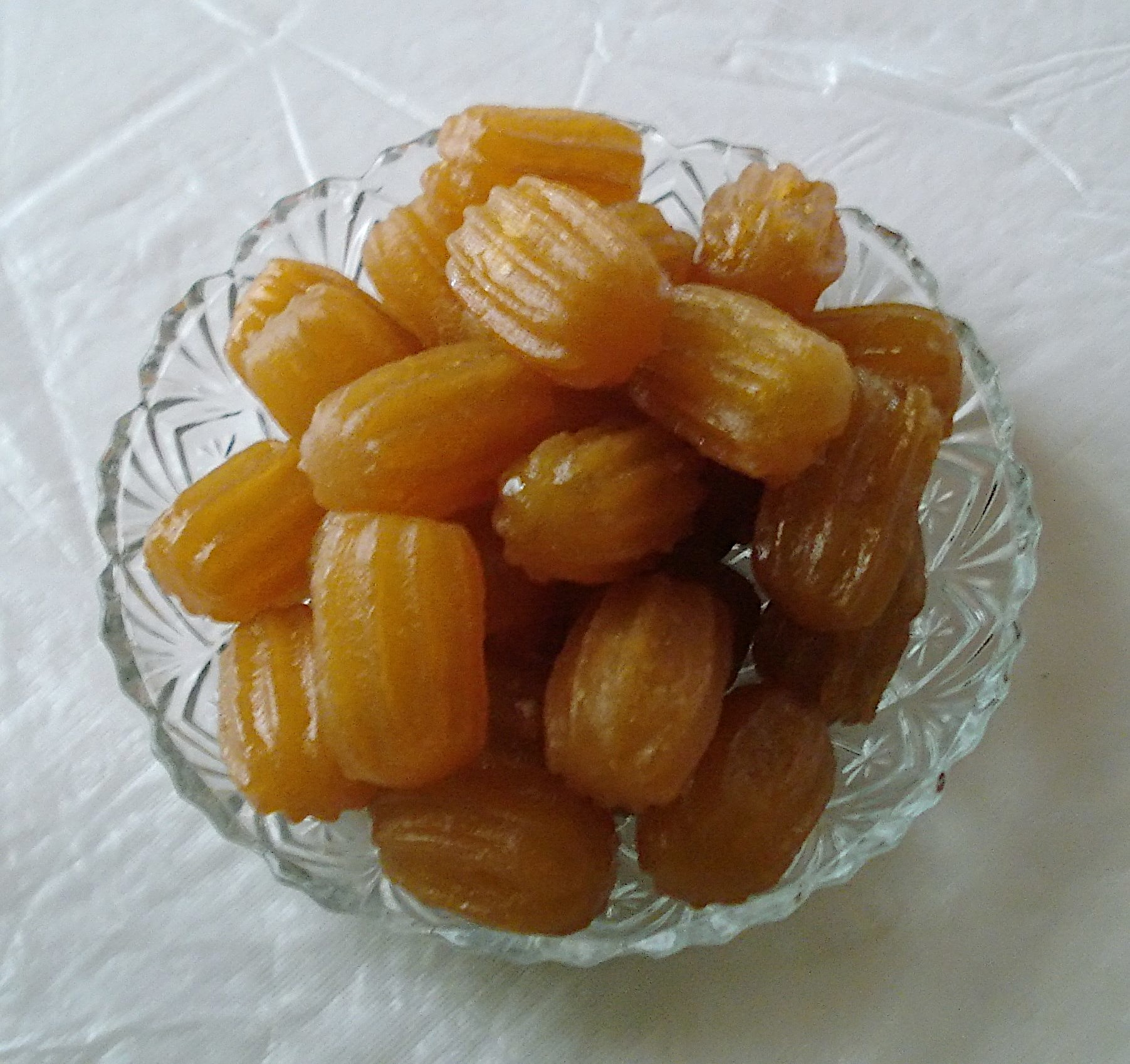
Tulumba

Tulumba (tur. tulumba tatlısı) – rodzaj deseru, szczególnie popularnego w Turcji i w kuchni krajów zamieszkałych przez mniejszość turecką. Tulumba wykonana jest ze smażonego ciasta, natychmiast po smażeniu zanurzanego w syropie słodowym. Serwowana na zimno.